# ジェシカ・リビングストン
ジェシカ・リビングストン（Jessica Livingston、1971年 - ）は、アメリカの投資家、作家、ポッドキャスターである。彼女は、シードステージベンチャー企業であるYコンビネーターの共同設立者の一人であり、共同設立者であるポール・グレアムの妻である。

## 生い立ちと教育
リビングストンはボストン近郊で育ち、主に父親と祖母に育てられた。1989年にマサチューセッツ州の高校であるフィリップス・アカデミーを卒業した。その後、バックネル大学で英語を専攻し、文学士号を取得した。

## 経歴
大学卒業後、リビングストンはFidelity、Food & Wine誌、自動車コンサルティング会社、結婚式のプランニングサービスなど、様々な仕事に就いた。
その後、投資銀行であるアダムス・ハークネス・フィナンシャル・グループのマーケティング担当副社長を務めた。
リビングストンはケンブリッジのパーティーで、ポール・グレアム、ロバート・T・モリス、トレバー・ブラックウェル（ドットコム企業Viawebの共同設立者）と出会った。彼らはスタートアップ・インキュベーターの設立について話し合い、2005年に4人でYコンビネーターを共同設立した。Yコンビネーターの初期には、リビングストンとグレアムはケンブリッジ近郊の自宅で設立者向けの夕食会を毎週開催していた。サム・アルトマン（Yコンビネーターの元パートナー）は、Yコンビネーターをスタートアップ・エコシステムに変革させた立役者としてリビングストンを高く評価している。グレアムがYコンビネーターのリーダーを退任し、アルトマンに引き継いだ際、リビングストンはStartup Schoolの責任者を含む日常業務への関与を強化した。
2016年、彼女は家族と過ごす時間を取り、追求したいプロジェクトやその他のことを検討するため、インキュベーターから1年間の休暇を取った。
2007年初頭、リビングストンはスティーブ・ウォズニアックを含む有名なスタートアップ創業者へのインタビュー集である『Founders at Work: Stories of Startups' Early Days』を出版した。
2013年、リビングストンはより多くの女性にスタートアップ企業の設立を促すことを目的としたFemale Foundersカンファレンスを立ち上げた。
リビングストンは、汎用人工知能の開発を目指す営利企業OpenAIの資金提供者の一人である。
2023年、彼女はYコンビネーターのパートナーであるキャロリン・レヴィと共に、The Social Radarsポッドキャストの共同ホストを開始した。

## 私生活
リビングストンは2008年にポール・グレアムと結婚した。2016年後半から、彼女と彼女の家族はイギリスに在住している。